# Mazda Carol P360
Der Mazda Carol P360 / P600 war eine Limousine in der japanischen Kei-Car-Klasse und wurde 1962 erstmals präsentiert. Das Modell basierte auf Mazdas erstem Pkw-Modell dem Mazda R360 und erweiterte dieses zweisitzige Coupé im Modellangebot. Bereits 1964 wurde die Limousine Carol P600 vom Mazda 800 Familia abgelöst. Die Carol P360 Limousine wurde noch bis 1970 gebaut und 1972 durch den Mazda Chantez ersetzt.

## Mazda Carol P360 1962–1970
Toyo Kogyo, heute Mazda, trat 1960 mit dem zweisitzigen Coupé Mazda R360 in den Pkw-Markt ein. Zwar war das Modell billiger als der Subaru 360 des damaligen Hauptkonkurrenten Subaru, dieser bot jedoch vier Sitze und war auch ansonsten in der Funktion überlegen, da auch der Motor im Mazda nur ein luftgekühlter Zwei-Zylinder-V-Motor war. Unter dem Projektnamen Carol entwickelte Mazda ein konkurrenzfähiges Modell, das als Prototyp der Limousine Mazda 700 mit einem 700-cm³-Motor auf der Tokyo Motor Show 1961 vorgestellt wurde. Die Studie kam gut an und Mazda entschloss sich, den Prototyp als Kleinwagen mit 360-cm³-Ottomotor weiterzuentwickeln. Wie beim R360 stand die auswärts geneigte Heckscheibe unmittelbar hinter der Rücksitzlehne, so ergab sich auf kleinem Raum eine gute Kopffreiheit und gleichzeitig ein möglichst variabel gestaltetes Heck. Der wassergekühlte Viertakt-Ottomotor mit 360 cm³ Hubraum, vier Zylindern, hängenden Ventilen und Aluminiumgehäuse saß im Heck und trieb die Hinterräder an. Die Kühlluft wurde durch eine seitliche Öffnung mit Hilfe eines vom Motor angetriebenen Ventilators zugeführt und strömte nach hinten ab. Alle Räder waren einzeln aufgehängt und gummigefedert. Wegen der geringen Breite saßen die maximal vier Passagiere auf den zwei Sitzbänken relativ beengt. 1963 folgte die 5-türige Limousine Deluxe, die aber ebenfalls nur den 360-cm³-Motor hatte und sich dadurch vom Carol P600 unterschied.

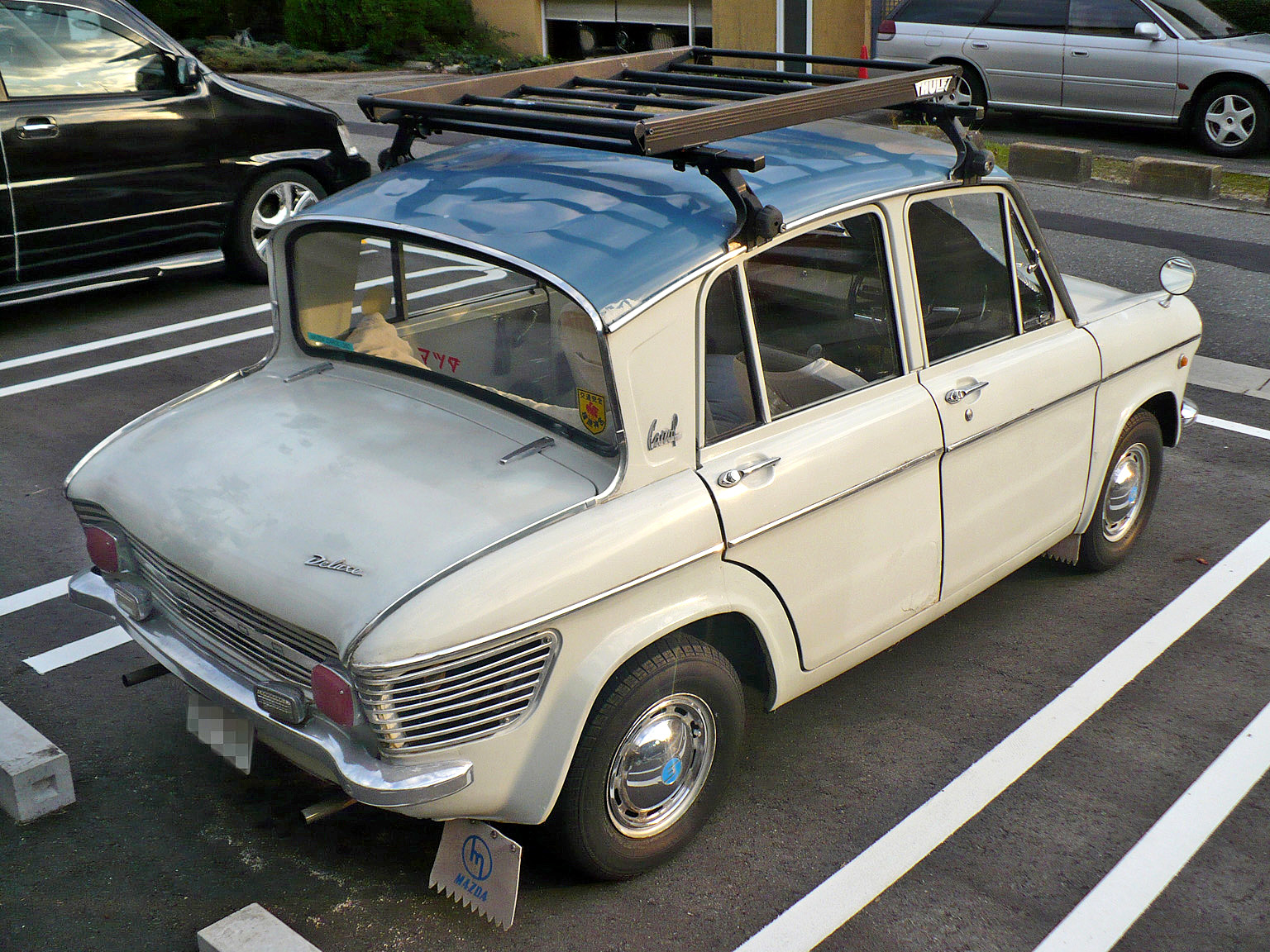
Mazda Carol P360 Deluxe Heckansicht

Die gesamte Modellreihe war zunächst ein großer Verkaufserfolg, jedoch reichte sie nicht an den Marktführer im Segment, dem Subaru 360, heran. Hieran war vor allem die für das Gewicht des Fahrzeugs geringe Leistung und der enge Innenraum schuld. Da die Verkaufszahlen sanken, schuf man den Deluxe Catch-up als im Preis gesenktes Modell. 1966 erschien dann der Subaru 450, ein 360 mit stärkerem Motor, und unter anderem der neue Honda N360. Dieser machte im Design, der Leistung und in der Raumausnutzung die Schwächen des Carol offensichtlich. Trotzdem wollte man keine grundlegende Änderung am mittlerweile wenig Profit abwerfenden Carol P360 vollziehen. Mazda hatte sich bis dahin auf die Entwicklung von Kleinwagen mit Wankelmotor konzentriert, die aber im Carol nicht erfolgreich eingesetzt hätten werden können. Somit begnügte man sich 1966 mit einer Modernisierung des Hecks mitsamt dem Kühlergrill und zur Verbesserung der Motorleistung. Der Kofferraum im Bug wurde erweitert und der Motor sowie das Reserverad anders gelagert. An der grundsätzlichen Enge des Autos und dem zu hohen Gewicht konnte man aber hierbei nichts ändern. Somit fiel der Carol P360 immer weiter zurück und war in seinen letzten Verkaufsjahren der am schlechtesten verkaufte Pkw.
Zwar gab es ursprünglich Pläne für einen Kreiskolbenmotor, den man bereits in höheren Klassen testete und verwendete, 
jedoch wurde das noch unausgegorene System nur für Nutzfahrzeuge zugelassen. Mazda entwickelte es aber trotzdem vor allem für einen geplanten Nachfolger weiter. Nachdem aber nicht alle Probleme bis zum ursprünglich vorgesehenen Produktionsstart behoben werden konnten, wurde der Carol P360 trotzdem 1970 eingestellt. Mazda musste schließlich trotzdem den Nachfolger Mazda Chantez mit einem Zweitaktmotor ausstatten, da die Konkurrenz und die Behörden den fertig entwickelten kleinen 3A-Single-Wankel-Motor verhinderten. Bereits bei Verkaufsstart des Chantez 1972 beschloss Mazda die Einstellung der Entwicklung von Motoren für die Kei-Car Klasse. Nachdem der Chantez aufgrund der veränderten Abgasvorschriften 1976 eingestellt worden war, zog sich Mazda weiter aus dem Kei-Car-Segment zurück. Es gab nur noch den Kleintransporter Mazda Porter, für den man nun Motoren von Mitsubishi Motors bezog.  Erst 1989 kehrte man mit der Submarke Autozam und dem Autozam Carol wieder zurück.

## Mazda Carol P600 1962–1964

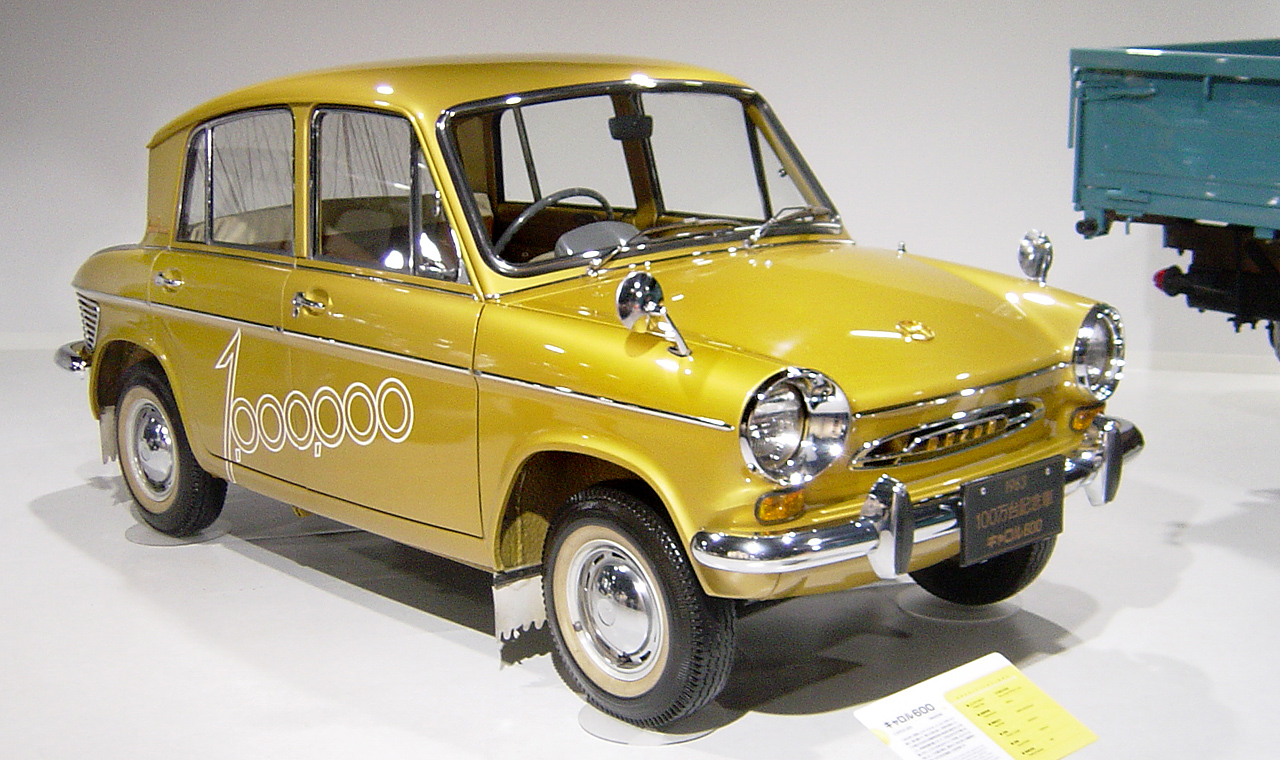
Mazda Carol P600 (millionster Mazda)

Im November 1962 folgte dem Carol P360 die viertürige Limousine Carol P600. Er war kein Kei-Car mehr, sondern sollte mit anderen Stoßstangen und 3200 mm Länge ein Angebot in der Mittelklasse sein. Der Innenraum war gleich. Sein Ottomotor des Typs RA hatte 586 cm³ Hubraum und 28 PS (21 kW). Ein Carol P600, der am 9. März 1963 vom Band lief, war der millionste gebaute Mazda-Pkw. Dieses in Goldmetallic lackierte Fahrzeug steht im Mazda-Museum. Konstruktionsbedingt herrschte im P600 die gleiche Enge wie im P360, zudem war die Leistung geringer als bei neuen und etablierten Konkurrenzfahrzeugen, so dass das Modell mit dem Beginn der Produktion der Mazda-Familia-Serie 1964 durch den Mazda 800 abgelöst wurde. Circa 8800 Carol 600 wurden gebaut.